# Кнаппенроде
Кнаппенроде или Го́рникецы (нем. Knappenrode; в.-луж. Hórnikecyо файле) — сельский населённый пункт в статусе городского района Хойерсверды, район Баутцен, федеральная земля Саксония, Германия.

## География
Населённый пункт находится на границе с Виттихенау примерно в двенадцати километрах юго-восточнее Хойерсверды на северном берегу Горникечанского озера (Hórnikečanski jězor, Knappensee). Через населённый пункт по направлению юг-север-запад проходит автомобильная дорога K9207 (Кобленц — Кнаппенроде — Маукендорф).
На северо-востоке между Кнаппенроде и Ригелем находится место соединения железнодорожных линий Венглинец — Фалькенберг (участок Хойерсверда — Ниски) и Баутцен — Шпремберг.
Кнаппенроде расположен среди лесного массива, который окружён на севере Шибойским озером (Шайбе-Зе), на востоке — Лазовским (Лискауэр-Зе) и Тшижонянским озёрами (Драйвайбернерзе), на юго-востоке — Мортковским озером (Мортказе) и на юге — Горникечанским озером, являющимися частью Лужицкого озёрного края. На юго-востоке от населённого пункта находится западная часть биосферного заповедника «Пустоши и озёра Верхней Лужицы».
Соседние населённые пункты: на северо-востоке — деревни Ригель (Роголнь) и Вайсколльм (Белы-Холмц) коммуны Лоза, на востоке — деревня Лоза, на юге — деревня Кобленц (Коблицы) коммуны Лоза, на юго-западе — деревня Маукендорф (Мучов, в городских границах Виттихенау) и на северо-западе — город Хойерсверда.

## История
В 1910 году компания «Eintracht Braunkohlenwerke und Briketfabriken AG» купила земельные участки западнее Лозы для разработки на них угольного месторождения. В 1913 году начались строительные работы по строительству брикетного угольного завода «Brikettfabrik Werminghoff», железнодорожной станции и рабочего посёлка. В 1914 году был основан посёлок под наименованием «Werminghoff», названный именем директора завода Йозефа Вермингхофа (Joseph Werminghoff). В 1922 году посёлок приобрёл статус сельской общины административного округа Лигниц.
В 1950-е годы угольные шахты были затоплены и на их месте были образованы различные озёра. В 1950 году переименован в «Кнаппенроде». В 1994 году вошёл в городские границы Хойерсверды в статусе городского района.
В 1993 году завод «Energiefabrik Knappenrode» был закрыт и на его территории был открыт промышленный музей «Лужицкий горный музей „Кнаппенроде“».
В настоящее время деревня входит в состав культурно-территориальной автономии «Лужицкая поселенческая область», на территории которой действуют законодательные акты земель Саксонии и Бранденбурга, содействующие сохранению лужицких языков и культуры лужичан.

## Население
Официальным языком в населённом пункте, помимо немецкого, является также верхнелужицкий язык.
Лужицкий демограф Арношт Черник в своём сочинении «Die Entwicklung der sorbischen Bevölkerung» указывает, что в 1956 году при общей численности в 1416 жителей серболужицкое население деревни составляло 7,2 % (из них 81 взрослых владели активно верхнелужицким языком, 13 взрослых — пассивно; 8 несовершеннолетних свободно владели языком).
| 1925 | 1939 | 1946 | 1950 | 1964 | 1990 | 2011 | 2015 |
| ---- | ---- | ---- | ---- | ---- | ---- | ---- | ---- |
| 1243 | 1046 | 1249 | 1330 | 1502 | 1055 | 722  | 705  |

## Достопримечательности
Культурные памятники федеральной земли Саксония
Всего в населённом пункте находятся десять объектов памятников культуры и истории:
| №  | Объект                                                                        | Немецкое наименование                                                                         | Датировка       | Месторасположение         | Номер объекта в реестре | Фото |
| -- | ----------------------------------------------------------------------------- | --------------------------------------------------------------------------------------------- | --------------- | ------------------------- | ----------------------- | ---- |
| 1  | Железнодорожная станция с хозяйственными постройками и домом железнодорожника | Bahnhof mit Dienstgebäude, Güterboden und Bahnwärterhaus mit Aborten                          | 1870 — 1913     | Am Bahnhof 1, 2           | 08975369                |      |
| 2  | Дом лесника                                                                   | Forsthaus                                                                                     | 1900 год        | Am Bahnhof 5              | 08975695                |      |
| 3  | Здание магазина                                                               | Kaufhaus                                                                                      | 1915 год        | August-Bebel-Platz 2      | 08975697                |      |
| 4  | Вилла                                                                         | Villa                                                                                         | 1915 год        | Ernst-Thälmann-Straße 2   | 09306245                |      |
| 5  | Дом культуры                                                                  | Kulturhaus                                                                                    | 1915 год        | Ernst-Thälmann-Straße 5   | 08975696                |      |
| 6  | Фабрика «Brikettfabrik Werminghoff»                                           | Brikettfabrik Werminghoff                                                                     | 1914 — 1921     | Ernst-Thälmann-Straße     | 09306420                |      |
| 7  | Здание фабрики «Brikettfabrik Werminghoff» с железнодорожными путями          | Brikettfabrik Werminghoff; Kohleverbindungsbahn                                               | 1914 — 1921     | Ernst-Thälmann-Straße 8   | 08975370                |      |
| 8  | Пожарная часть                                                                | Feuerwehr mit Garagengebäude, Schlauchturm und flachem Verbindungsbau mit Schlauchwaschbecken | 1954 год        | Ernst-Thälmann-Straße 10а | 09305893                |      |
| 9  | Здание школы                                                                  | Schulbau                                                                                      | 1914-1917; 1925 | Karl-Marx-Straße 1        | 08975698                |      |
| 10 | Трансформаторная станция                                                      | Transformatorenturmstation                                                                    | 1920            | Karl-Marx-Straße 20       | 09299861                |      |